# Tomas Vaitkus
Tomas Vaitkus (Klaipėda, 4 de febrer de 1982) és un ciclista lituà, ja retirat, que fou professional entre el 2003 i el 2017.
En el seu palmarès destaca una victòria d'etapa aconseguida al Giro d'Itàlia de 2006, tres campionats nacionals en ruta i dos campionats nacionals en contrarellotge.

## Palmarès en ruta
- 2001
  - Vencedor d'una etapa del Triptyque des Barrages
- 2002
  -  Campió del món de contrarellotge sub-23
  - 1r a la Chrono champenois
  - 1r al Gran Premi de les Nacions sub-23
  - 1r a la Targa Crocifisso
- 2003
  -  Campió de Liutània en contrarellotge
  - Vencedor d'una etapa de la Volta a Dinamarca
- 2004
  -  Campió de Liutània en ruta
  -  Campió de Liutània en contrarellotge
  - Vencedor d'una etapa de la Volta a Dinamarca
- 2005
  - 1r al Gran Premi SEB Eesti Ühispank Tartu
- 2006
  - Vencedor d'una etapa del Giro d'Itàlia
- 2008
  -  Campió de Liutània en ruta
  - 1r al Tour de Groene Hart
  - Vencedor d'una etapa de la Volta a l'Algarve
- 2013
  -  Campió de Liutània en ruta
  - Vencedor d'una etapa del Tour de l'Azerbaidjan
- 2016
  - 1r al Gran Premi d'Orà
  - 1r al Tour de Constantina
  - Vencedor d'una etapa del Tour d'Orània
  - Vencedor de 2 etapes del Tour de Sétif
  - Vencedor d'una etapa del Gran Premi Jornal de Notícias

### Resultats al Tour de França
- 2007. Abandona (3a etapa)
- 2011. 140è de la classificació general

### Resultats al Giro d'Itàlia
- 2004. Abandona (10a etapa)
- 2006. Abandona (13a etapa). Vencedor d'una etapa
- 2012. Abandona (17a etapa)

### Resultats a la Volta a Espanya
- 2008. 95è de la classificació general

## Palmarès en pista
- 2000
  -  Campió del món júnior en Persecució per equips (amb Simas Raguockas, Vytautas Kaupas i Sergejus Apionkinas)

### Resultats a laCopa del Món
- 2002
  - 1r a la Classificació general i a la prova de Cali, en Persecució
- 2004
  - 1r a Moscou, en Persecució per equips